# Şıxakəran
Şıxakəran è un comune dell'Azerbaigian situato nel distretto di Lənkəran.